# Gyula Zsivótzky
Gyula Zsivótzky (Hungría, 25 de febrero de 1937-29 de septiembre de 2007) fue un atleta húngaro, especializado en la prueba de lanzamiento de martillo en la que llegó a ser campeón olímpico en 1968.

## Carrera deportiva
En los JJ. OO. de México 1968 ganó la medalla de oro en el lanzamiento de martillo, llegando hasta los 73.36 metros que fue récord olímpico, por delante del soviético Romuald Klim (plata) y de su paisano húngaro Lázár Lovász (bronce).
Y en las Olimpiadas de Roma 1960 y Tokio 1964 ganó la plata en la misma prueba.